# Annona xylopiifolia
Annona xylopiifolia là một loài thực vật thuộc họ Na. Đây là loài đặc hữu của Brasil.